# Uhřínov (Hranice)
Uhřínov (německy Ungersdorf) je malá vesnice, část města Hranice v okrese Přerov v Oderských vrších. Nachází se asi 9,5 km severozápadně od Hranic. V Uhřínově je také chráněný „tisíciletý“ tis červený. U Uhřínova pramení potoky Žabník, Milenovec a Uhřínovský potok a poblíž je také vrchol Juřacka. Uhřinov je také známý jako místní lyžařské středisko. V Uhřínově je také kaplička.

## Další informace
V roce 2009 zde bylo evidováno 38 adres. V roce 2001 zde trvale žilo 68 obyvatel.
Hranice IX-Uhřínov leží v katastrálním území Uhřínov u Hranic o rozloze 3,32 km2.
Do Uhřínova vede modrá turistická značka z Podhoří do Kunzova a také cyklostezky.

## Galerie

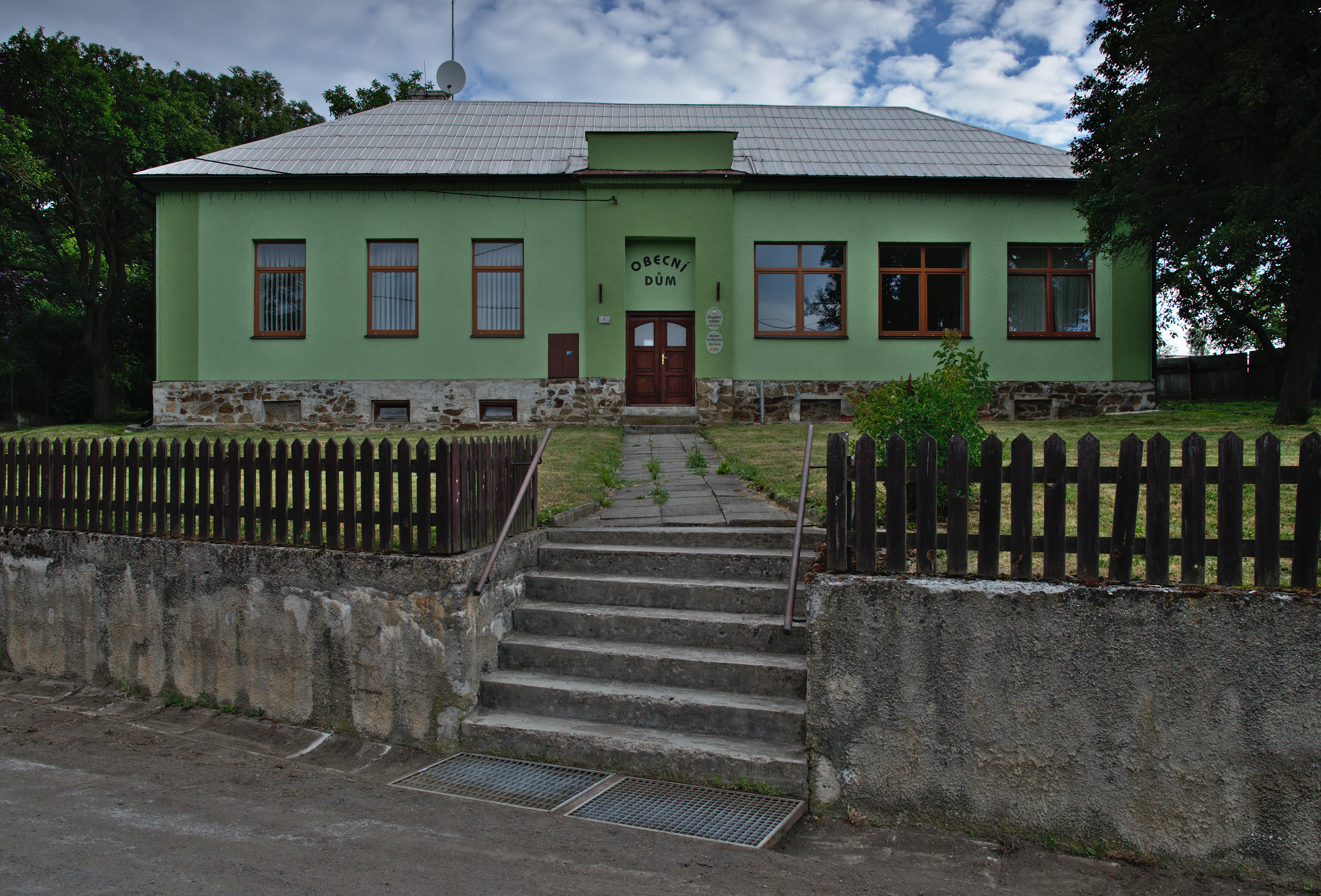
Obecní úřad
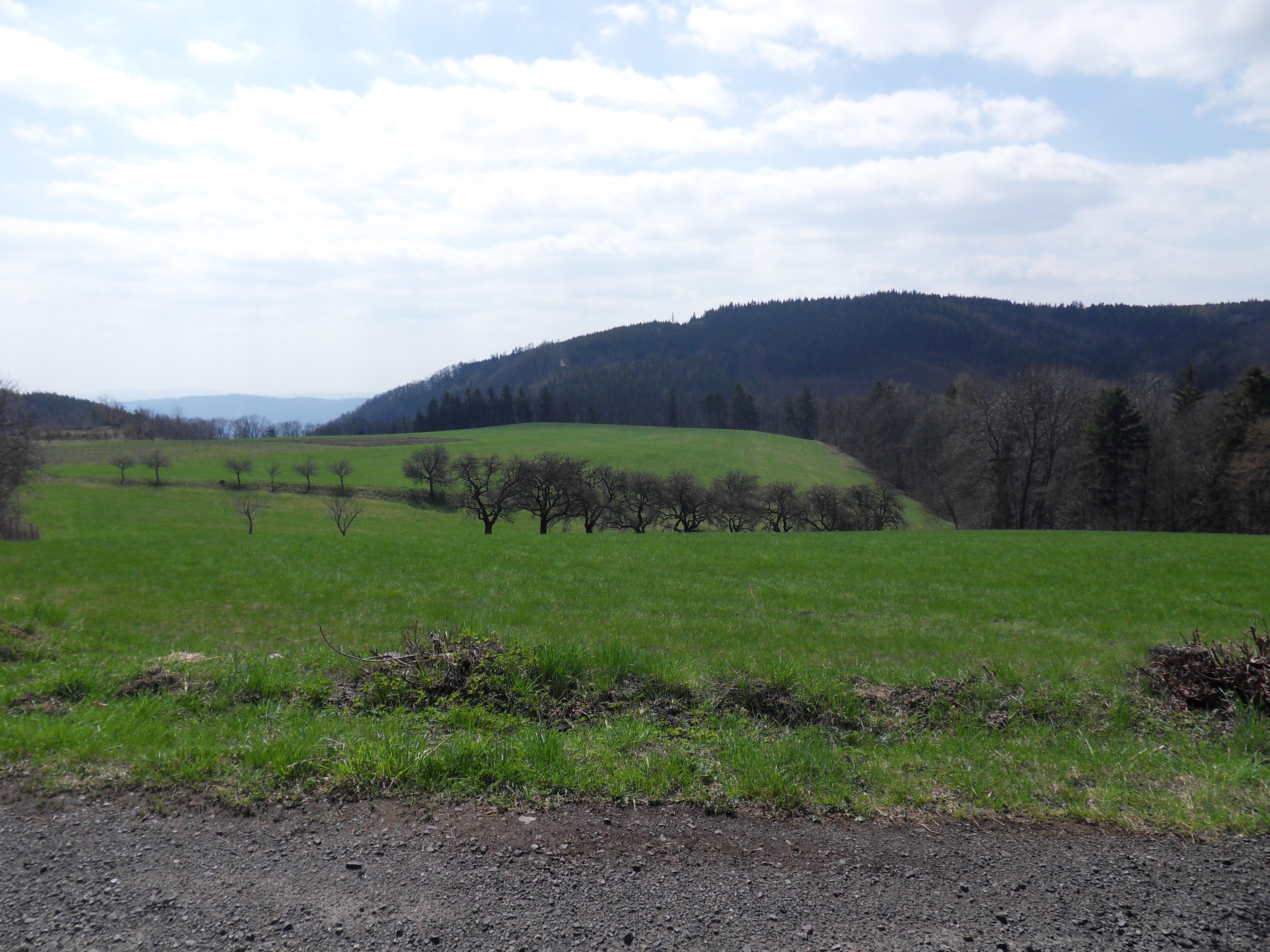
Uhřínovsko
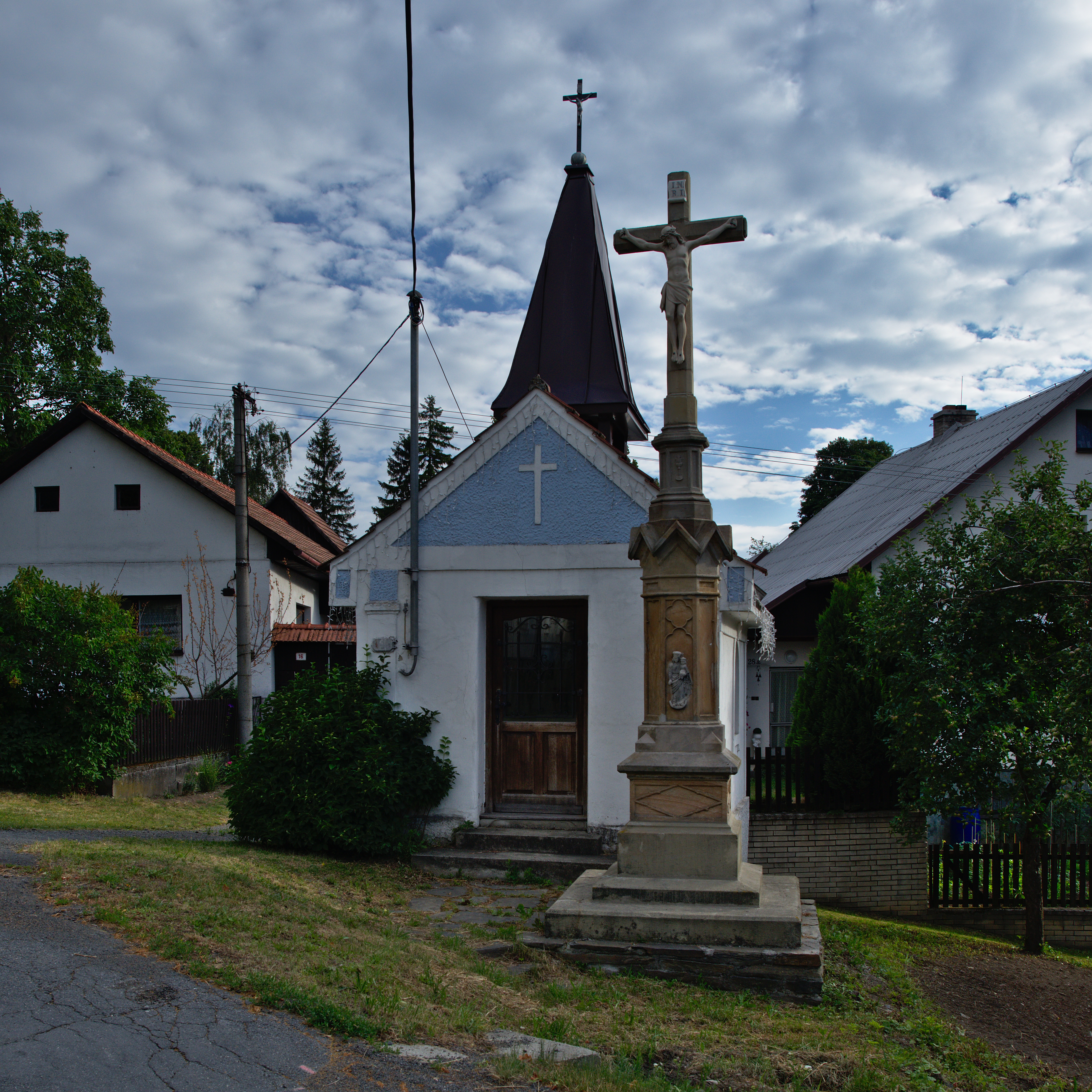
Kaplička